# Verkehr in Norwegen
Der Verkehr in Norwegen ist stark von der Landschaft des Landes geprägt. Aufgrund der Länge und der geologischen Verhältnisse Norwegens ist der Bau und die Instandhaltung von Verkehrsinfrastruktur aufwendig und teuer. Bis in die zweite Hälfte des 19. Jahrhunderts bildete deshalb die Seefahrt vielerorts die Grundlage für das Transportwesen. Erst dann konnte durch den Aufbau von Eisenbahnstrecken ein Teil des Verkehrs verstärkt aufs Land verlegt werden. Im 20. Jahrhundert wuchs die Bedeutung des Luft- und Straßenverkehrs für den Personentransport an, auch im Gütertransport fand eine Verlagerung vom Seeweg auf die Straßen statt. Der von der Weltbank erstellte Logistics Performance Index 2018 listete Norwegen auf Platz 21.

## Straßenverkehr

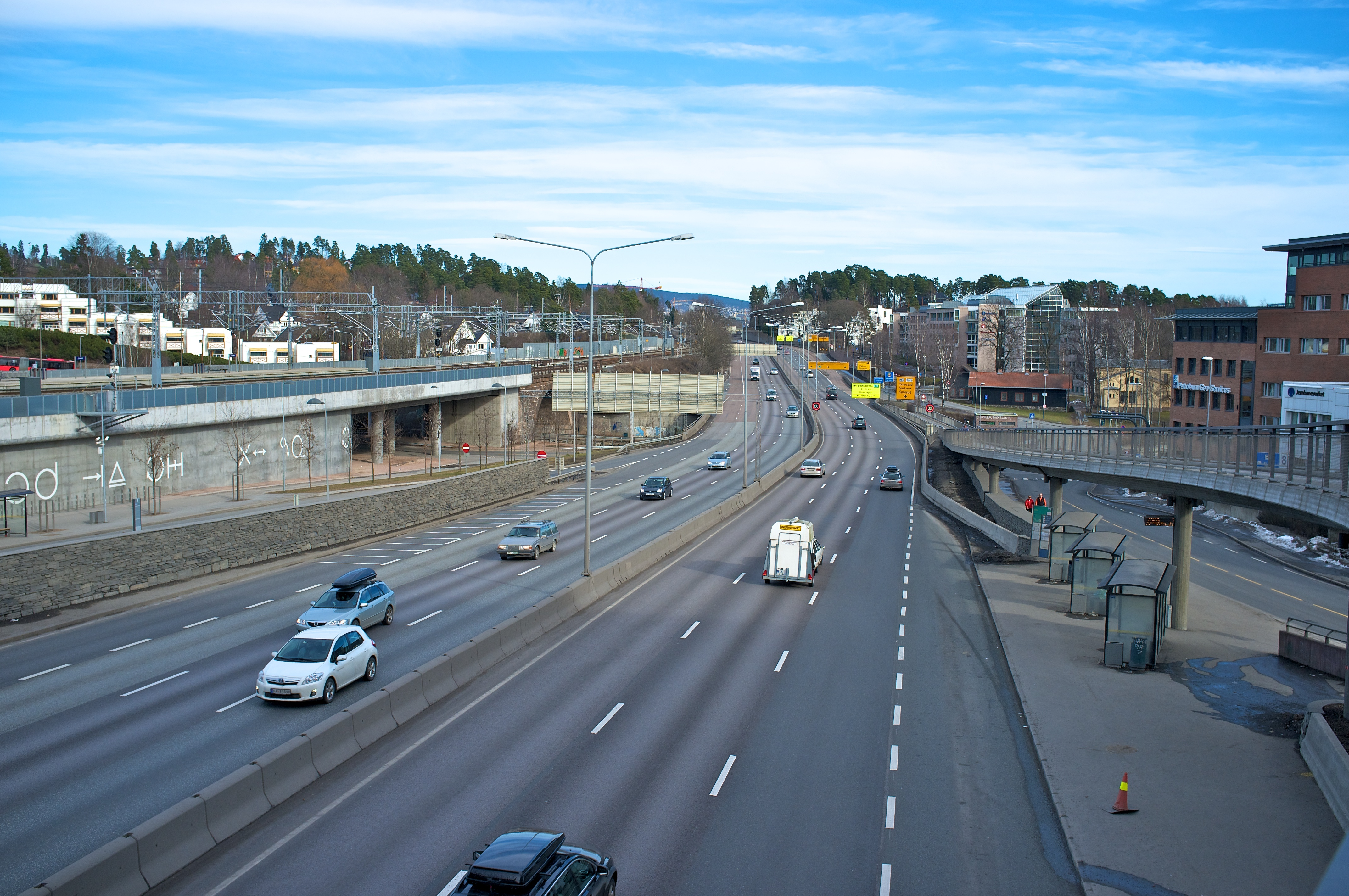
Europastraße 18 in Bærum

Das öffentliche Straßennetz in Norwegen erreichte im Jahr 2022 eine Länge von insgesamt etwa 95.120 Kilometern.

### Straßenkategorien
Die Straßen werden in Riksveier (deutsch Reichsstraßen), Fylkesveier (deutsch Fylkesstraßen) und kommunale Straßen unterteilt. Zudem gibt es Privatstraßen. Im Jahr 2023 betrug die Gesamtlänge der Riksveier und Europastraßen 10.539 Kilometer, die der Fylkesveier 44.776 Kilometer.
| Fylke (Stand 2023)      | Länge Riksveier und Europastraßen (in km) | Länge Fylkesveier (in km) |
| ----------------------- | ----------------------------------------- | ------------------------- |
| Agder                   | 657                                       | 3693                      |
| Innlandet               | 1413                                      | 6791                      |
| Møre og Romsdal         | 505                                       | 2997                      |
| Nordland                | 1208                                      | 4054                      |
| Oslo                    | 176                                       | 0                         |
| Rogaland                | 498                                       | 2555                      |
| Troms og Finnmark a)    | 1909                                      | 4473                      |
| Trøndelag               | 793                                       | 6115                      |
| Vestfold og Telemark b) | 596                                       | 3097                      |
| Vestland                | 1469                                      | 5504                      |
| Viken c)                | 1325                                      | 5497                      |
| Norwegen                | 10.539                                    | 44.776                    |

Anmerkungen

### Geschichte
Die bis ins 19. Jahrhundert errichteten Straßen waren zum Großteil über weite Teile des Jahres nicht nutzbar und die Zuständigkeit für die Instandhaltung lag lange bei den Bauern des Distrikts. Auch ausländische Reisende beschrieben den Zustand der norwegischen Straßen in ihren Schilderungen als schlecht. Der britische Mineraloge Edward Daniel Clarke schrieb nach seiner Norwegenreise im Jahr 1799 etwa: „The roads were very bad [...] and almost impassable by the depth of the mud which covered them.“ (deutsch „Die Straßen waren sehr schlecht [...] und fast unpassierbar wegen der Tiefe des Schlamms, der sie bedeckte“).
Vor allem von den höheren Bevölkerungsschichten ausgehend entstand mit der Zeit Druck, ein besseres Straßensystem aufzubauen. Im Jahr 1824 wurde ein Gesetz verabschiedet, das die Straßenbreite regelte und erste Verkehrsregeln definierte. Das Straßennetz hatte im Jahr 1840 eine Gesamtlänge von 15.290 Kilometer. Ohne viele Brücken und Tunnel war dieses Straßennetz jedoch weitgehend ineffizient. Reisen wurden des Weiteren durch bürokratische Hindernisse erschwert.
Die heutige Aufteilung des Straßennetzes in Riksveier, Fylkesveier und kommunale Straßen geht weitgehend auf ein Gesetz aus dem Jahr 1931 zurück. Das Gesetz wurde nach der Übertragung der Zuständigkeit für die Straßen an den Staat verabschiedet.

### Charakteristiken

#### Brücken, Tunnel und Fähren
Aufgrund der geographischen Verhältnisse gehen viele Brücken und Tunnel, teilweise in Form von Unterwassertunneln, in das Straßennetz ein. Das Land hat mit dem im Jahr 2000 eröffneten 24,5 Kilometer langen Lærdalstunnel in Sogn den längsten Straßentunnel der Welt und mit dem im Jahr 2008 eröffneten 287 Meter tiefen Eiksundtunnel zudem den tiefsten Unterseetunnel weltweit.
Besonders in den von Fjorden geprägten Küstenregionen sind Autofähren weiterhin von großer Bedeutung. Von den insgesamt 130 Fährverbindungen in Norwegen gehen 16 Verbindungen in das Netz der Europastraßen und Riksveier ein. Diese werden von der staatlichen Behörde Statens vegvesen betrieben. Der Betrieb der restlichen Fährverbindungen liegt in der Hand von Fylkeskommunen und Kommunen. Die Fährverbindungen werden in neuen Straßenprojekten des Öfteren durch Brücken oder Tunnel ersetzt.
Vor allem in den größeren Städten wird auch der Ausbau des Radwegnetzes priorisiert.

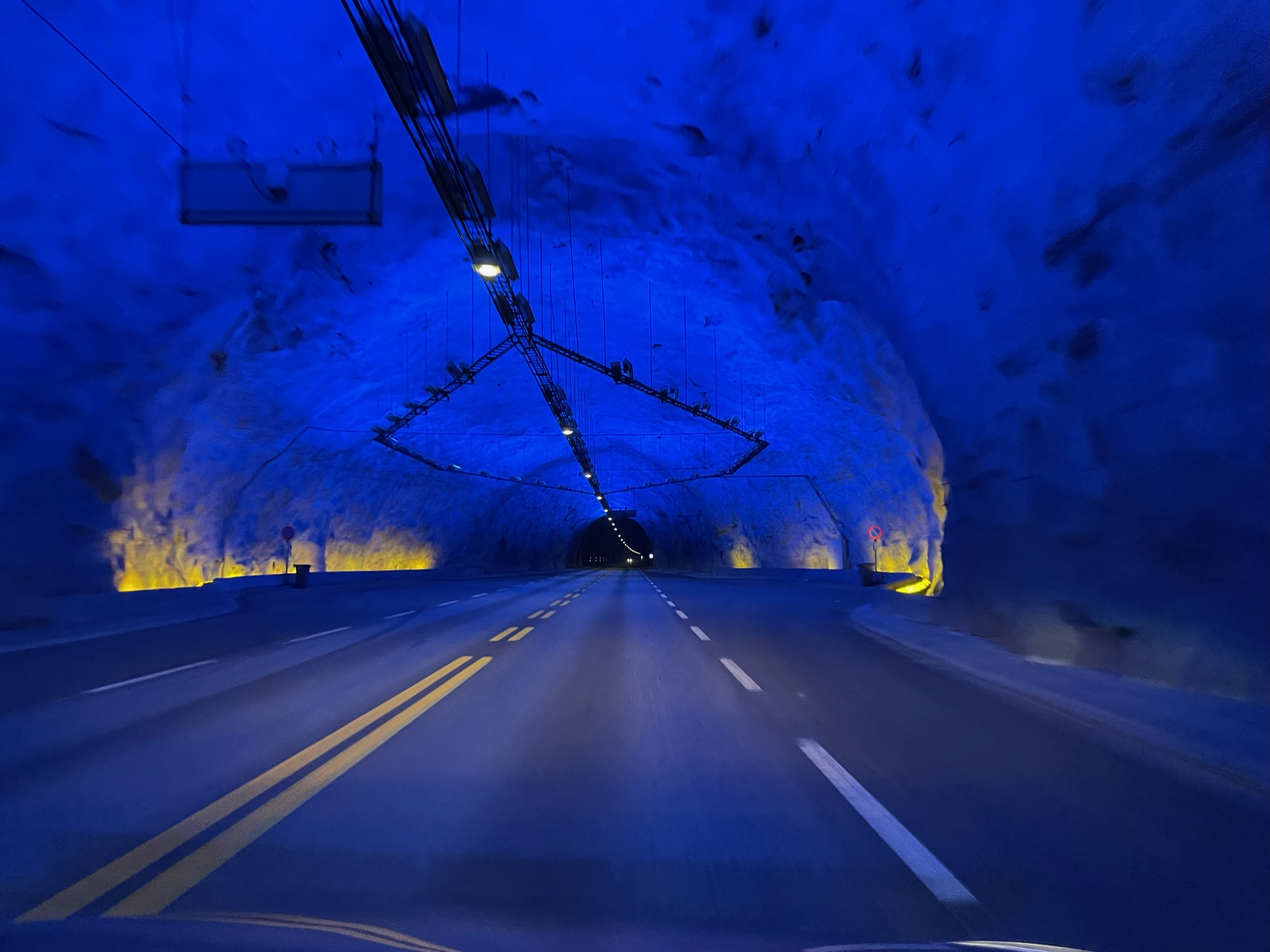
Lærdalstunnel
Hardangerbrua
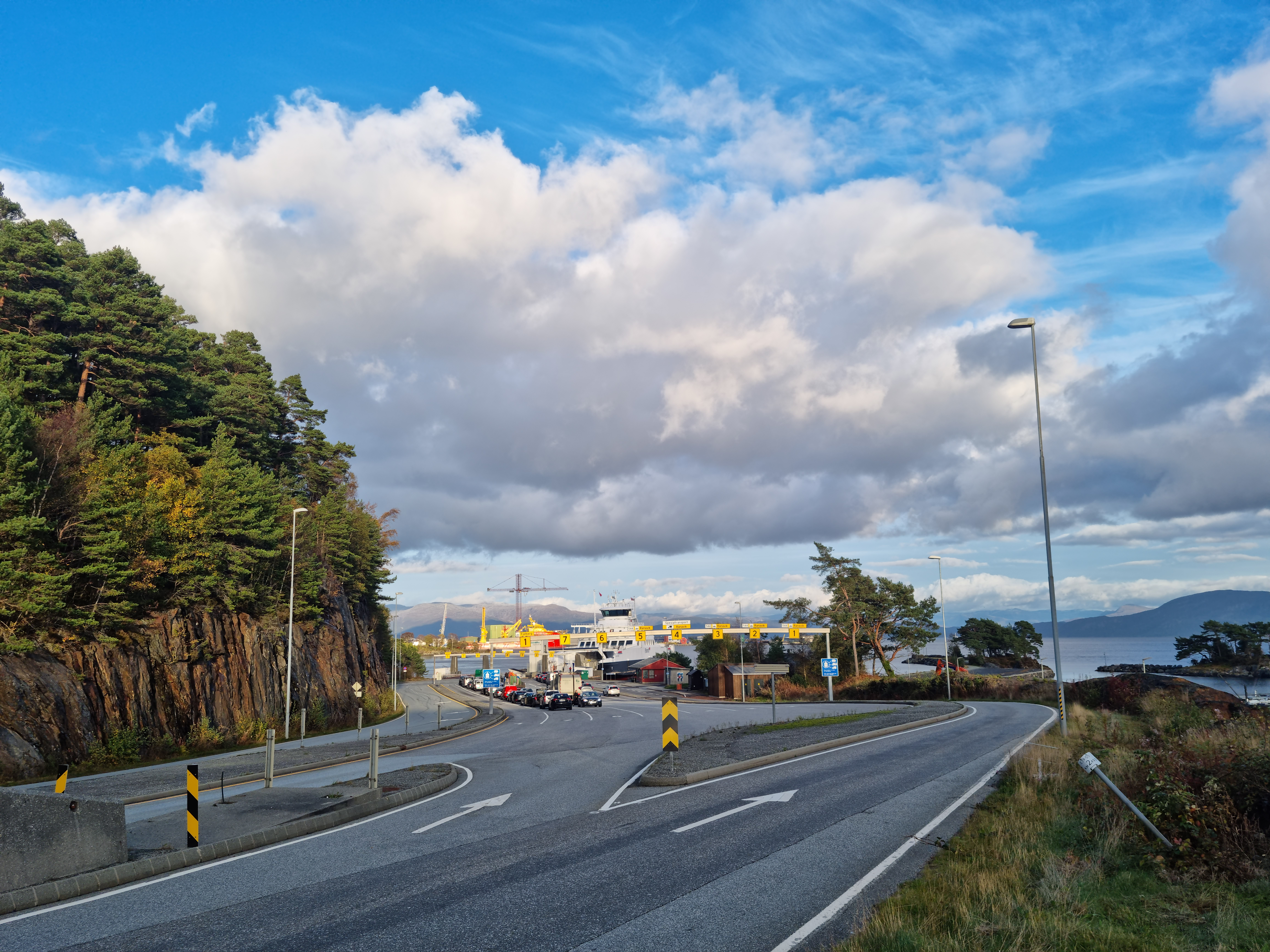
Fährhafen auf Stord

#### Straßenverhältnisse im Winter
Bei schwierigen Wetterbedingungen ist eine Überfahrt von Gebirgspässen oft nur in einer von einem Schneepflug geführten Kolonne möglich. Diese Art der Verkehrsführung wird Kolonnekjøring genannt. Einige Straßen, darunter auch Norwegische Landschaftsrouten, werden in den Wintermonaten komplett gesperrt. Vor allem in Nordnorwegen kommt es im Winter durch Straßensperrungen dazu, dass Kommunen vollständig vom restlichen Straßensystem abgeschnitten werden.

### Verkehrssicherheit
Ab 1970 ging die Zahl der Verkehrstoten stark zurück. Nachdem 1970 noch 560 Todesfälle im Verkehr zu verzeichnen waren, lag der Wert im Jahr 2023 nur noch bei 110 Todesfällen. Damit kamen im Jahr 2023 auf 100.000 Einwohner 2,0 Verkehrstote. Norwegen hat damit bessere Werte als die beiden Nachbarländer Schweden (2,2) und Finnland (3,2).

### Motorisierung
Im Jahr 1900 gab es in ganz Norwegen drei Autos, 1913 waren es etwa 1000. Da Norwegen keine nennenswerte eigene Autoproduktion hatte, waren die Einwohner auf Importe angewiesen. Aus politischer Sicht hatte der Import von Autos, die weitgehend als Luxusprodukt angesehen wurden, nach dem Zweiten Weltkrieg eine geringe Priorität. Dadurch war die Autobeschaffung nach 1945 zunächst schwierig. Im Jahr 1960 wurden die Beschränkungen aufgehoben und am Ende des Jahres waren in Norwegen etwa 338.000 PKWs, Busse und LKWs registriert. Die Anzahl an PKWs stieg von 1966 bis 1976 von etwa 500.000 auf eine Million an. Im Jahr 2023 waren rund 2,88 Millionen PKWs in Norwegen registriert und es wurden 75,0 % aller Fahrten von PKWs absolviert.
Bis 2006 war Benzin die am verbreitetste Kraftstoffart, bevor Diesel bei den Verkäufen Überhand nahm. Der Anteil an Diesel- und Benzinfahrzeugen sinkt jedoch stark. Der Kauf von Elektroautos wird unter anderem durch eine niedrigere Besteuerung staatlich gefördert. Im Jahr 2020 war Norwegen das weltweit erste Land mit einer Elektroauto-Zulassungsquote von über 50 % (54,4 % der neu zugelassenen Autos). Zwei Jahre später lag der Anteil reiner Elektroautos auf 79 % bei den Erstzulassungen. Wegen der hohen Verbreitung der Elektroautos wurden mit der Zeit vermehrt Fördermaßnahmen reduziert.
Die vier verbreitetsten Automarken waren im Jahr 2023 Volkswagen (373.088 PKW), Toyota (330.489), Volvo (241.289) und Mercedes-Benz (162.913).

### Maut

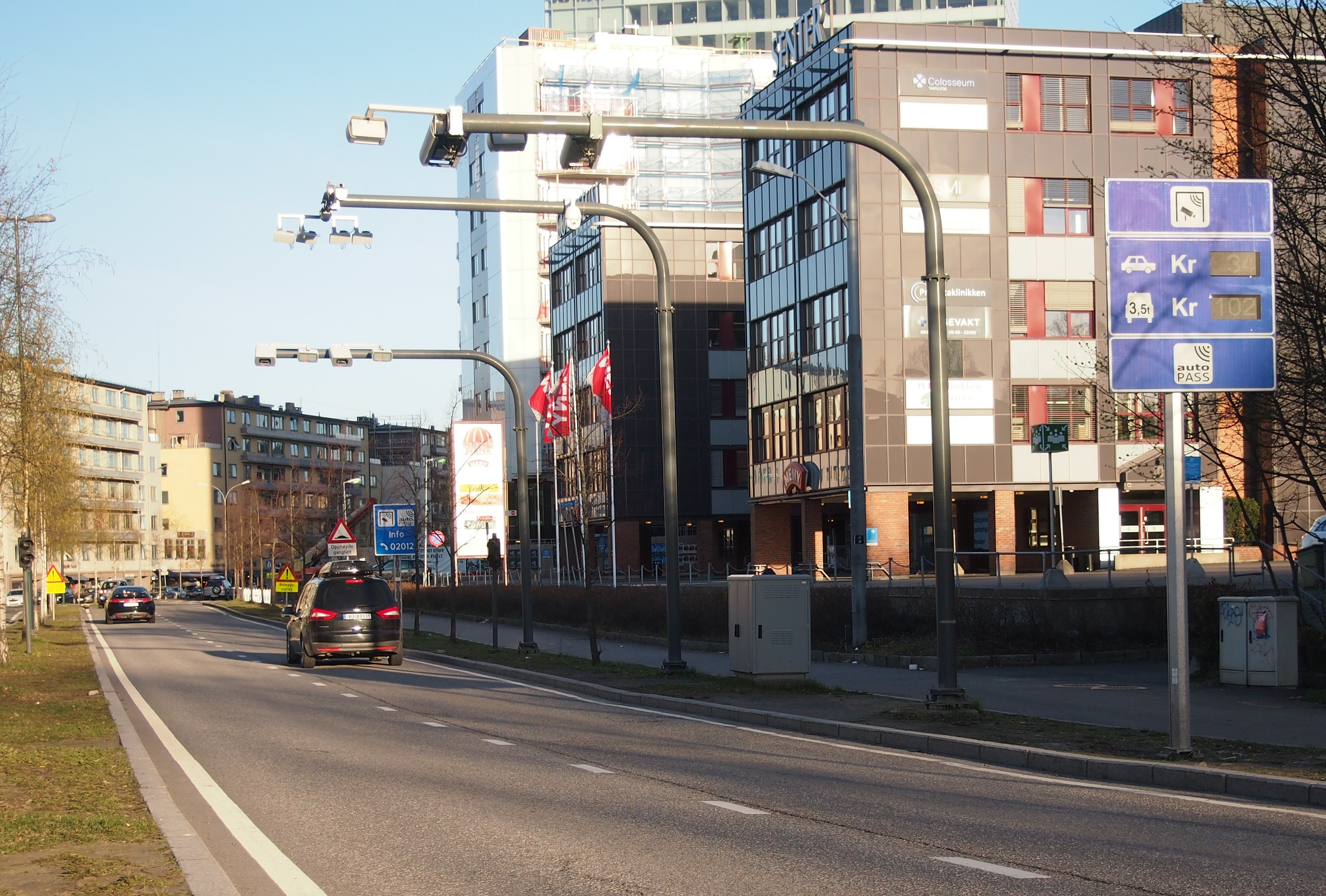
Mautstation in Oslo

Nach § 27 des norwegischen Straßengesetzes (Lov om vegar) besteht die Möglichkeit, Mautgebühren für Straßen zu erheben. Dazu ist eine Zustimmung des Nationalparlaments Storting nötig. Die Einnahmen können zur Finanzierung der Straße oder neuer Straßen- oder Eisenbahnprojekten genutzt werden. Die Mautstationen sind mittlerweile automatisiert, so dass kein Stopp zum Bezahlen der Gebühren nötig ist. Im Jahr 2021 gab es 339 Mautstationen, die sich auf 61 Mautprojekte verteilten. Von 2004 bis 2019 stieg die Zahl der Stationen von 140 auf 335 an. Der Anstieg der Mautstrecken wird von einigen Seiten kritisiert und führte mitunter bei den Kommunal- und Fylkestingswahlen 2019 zum Einzug der Anti-Mautpartei Folkeaksjonen nei til mer bompenger (FNB) in mehrere Kommunalparlamente und Fylkestinge.
In einigen Städten gibt es sogenannte Mautringe (bomring), bei welchen sich an allen Einfahrtsstraßen in ein gewisses Stadtgebiet Mautstationen befinden. Die Gebühren können dabei von verschiedenen Faktoren abhängen. In Oslo wird etwa die Tageszeit und die Antriebsart des Fahrzeugs miteinberechnet.

## Schienenverkehr
Die erste Bahnstrecke wurde im Jahr 1854 eröffnet und verband Oslo mit Eidsvoll auf einer Strecke von 68 Kilometern. Im Jahr 1861 erfolgte die Inbetriebnahme der ersten rein staatlichen Bahnlinie. In den folgenden Jahren wurde das Netz weiter ausgebaut, die Linie Bergensbanen wurde im November 1909 eröffnet. Sie verbindet die beiden Städte Oslo und Bergen und gilt als eines der größten Verkehrsprojekte Norwegens. Die Kosten für das Projekt entsprachen damals etwa einem gesamten Jahreshaushalt. Die längste Gesamtschienenlänge in Norwegen wurde 1957 mit 4498 Kilometern erreicht. Durch die zunehmende Einstellung kleinerer Seitenlinien ging dieser Wert anschließend zurück. Wegen des verstärkten Automobilaufkommens ab den 1960er-Jahren verlor die Eisenbahn an Bedeutung. 
Das Schienennetz umfasste im Jahr 2020 etwa 4200 Kilometer, von denen 2541 Kilometer elektrifiziert waren. Betrieben werden die meisten Personenzüge durch das Unternehmen Vy. Die Oslo Sentralstasjon (Oslo S) ist der größte Bahnhof des Landes. Weitere wichtige Bahnhöfe sind unter anderem der Bahnhof von Bergen sowie die Bahnhöfe in Trondheim, Bodø, Stavanger und Kristiansand. Der Bahnhof Narvik ist nicht an das restliche norwegische Bahnnetz angebunden, sondern ist nur über die schwedische Malmbanan erreichbar. Keine Bahnanbindung haben die Fylke Troms und Finnmark in Nordnorwegen. Die Umsetzung des Eisenbahnprojekts Nord-Norgebanen, das eine Anbindung bis Tromsø vorsieht, wurde im Mai 2020 vom Storting abgelehnt.
Im Jahr 1894 erhielt Oslo als erste norwegische Stadt eine elektrische Straßenbahn, 1897 folgte Bergen und 1901 Trondheim. U-Bahn-Strecken gibt es nur in Oslo (Oslo T-bane).

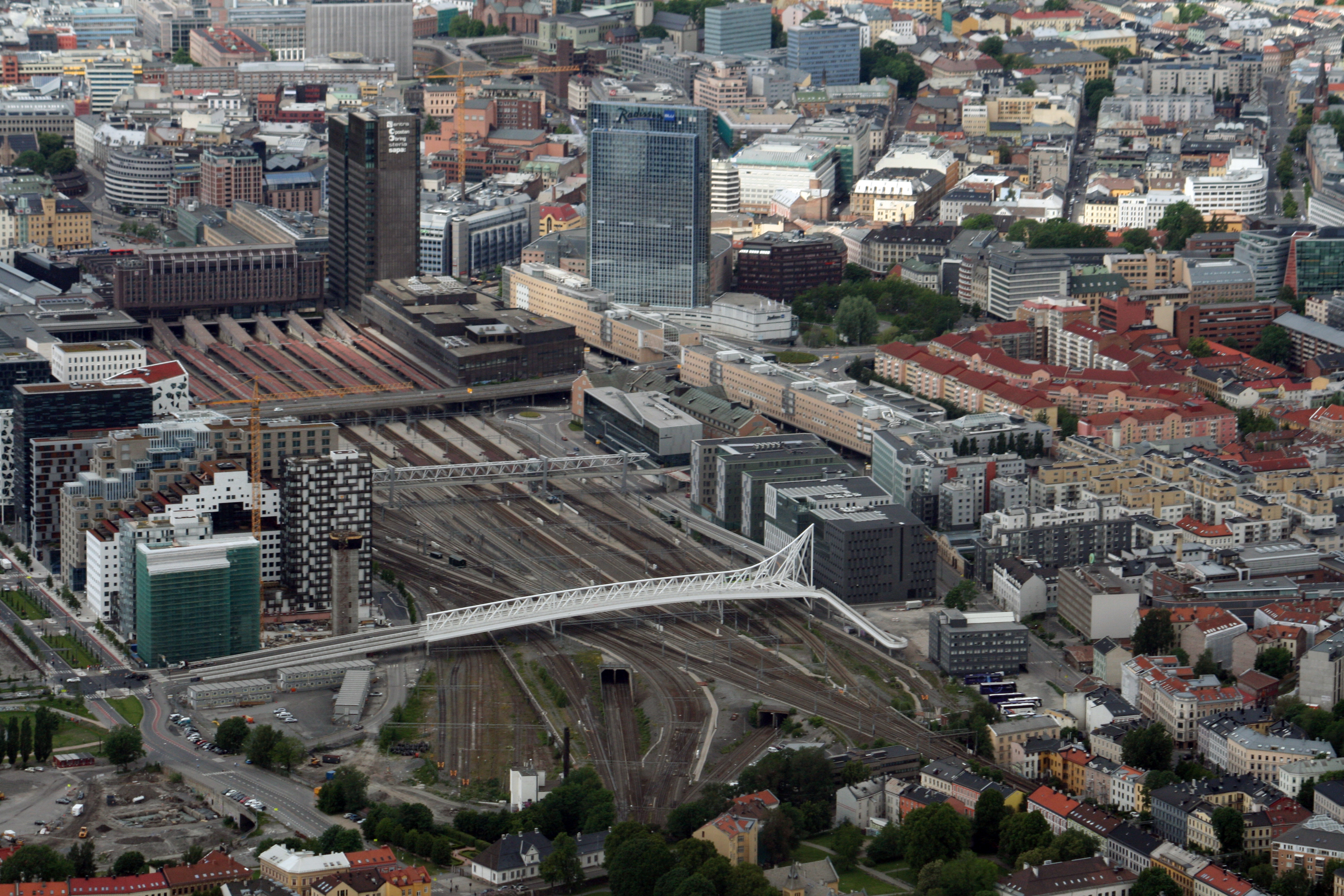
Blick auf den Osloer Hauptbahnhof
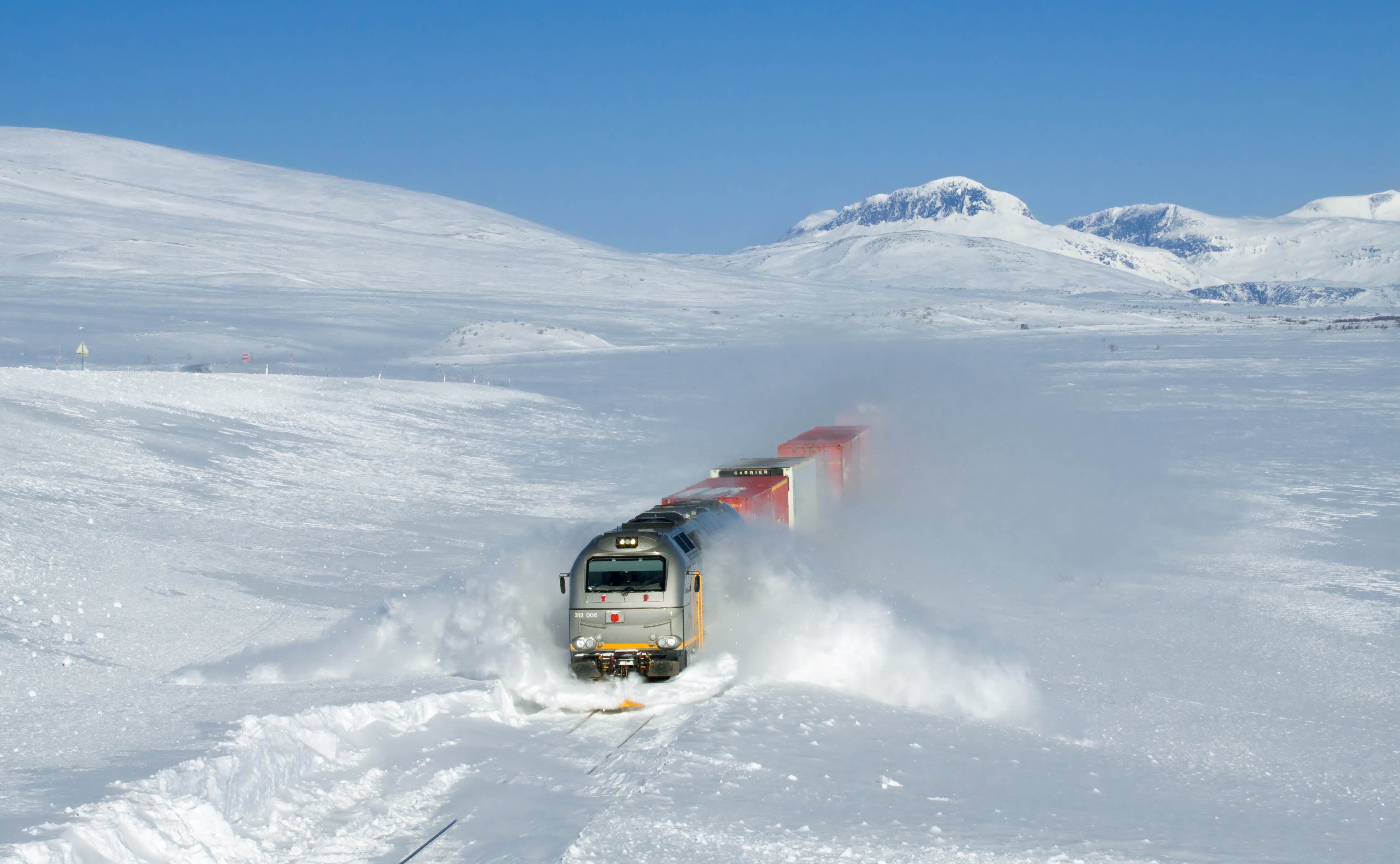
CargoNet-Lokomotive bei Lønsdal auf der Nordlandsbanen

## Luftfahrt

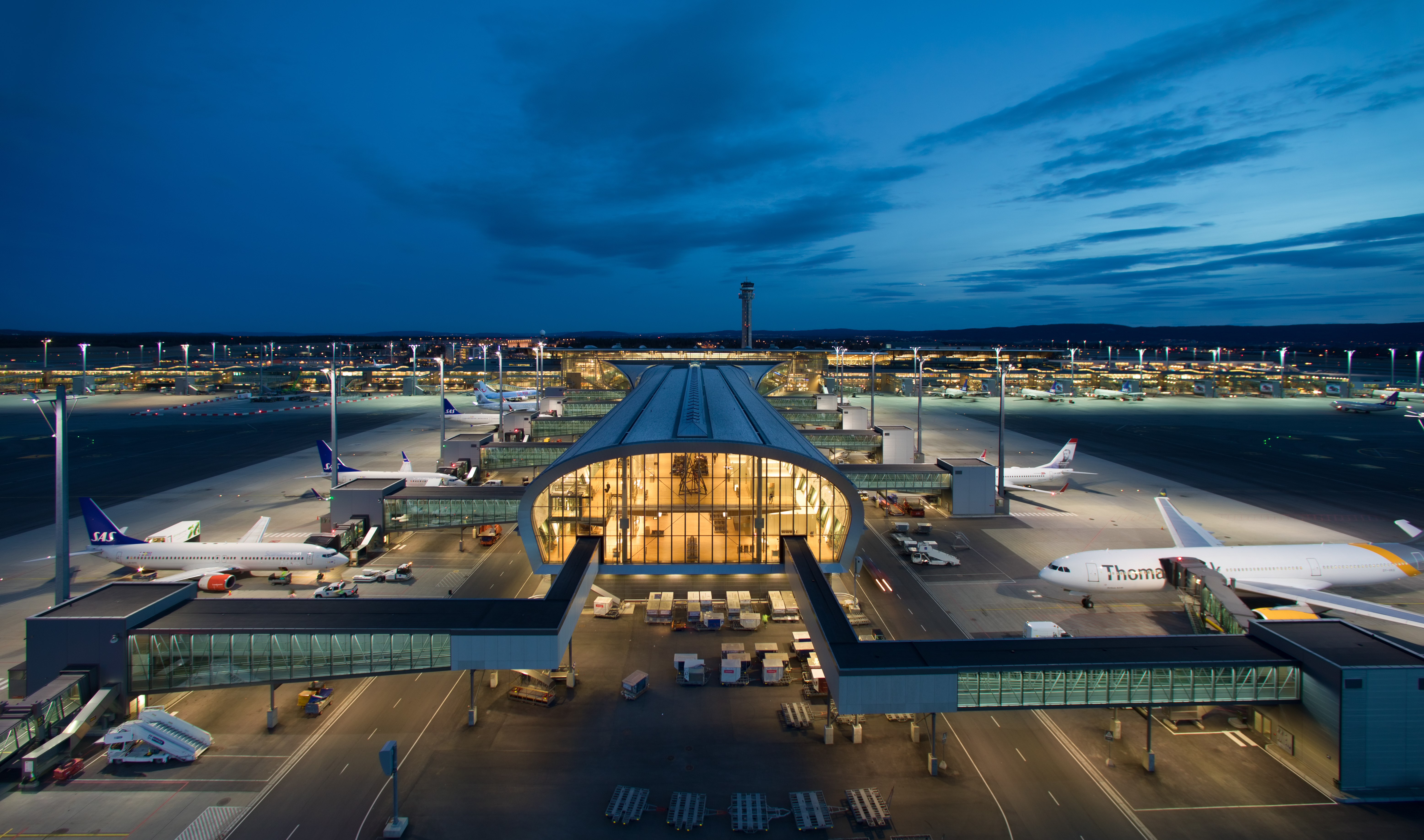
Flughafen Oslo-Gardermoen

Unter anderem wegen der Gebirge und Fjorde können in Norwegen im Luftverkehr verglichen mit anderen Verkehrsformen häufig auch auf eher kurzen Strecken große Reisezeitersparnisse erzielt werden. Erste Flüge fanden in Norwegen im Jahr 1912 statt. Zunächst waren Flugzeuge aber vor allem für Vorführungen und nicht als Transportmittel eingesetzt worden. Bis 1920 richtete man die ersten regelmäßigeren inländischen Flugrouten ein. Ab den 1970er-Jahren und erneut ab 2002 begann die Zahl der jährlichen Flugpassagiere in Norwegen stark zu steigen, wobei auch der Anteil an Ein- und Ausreisen durch Ausländer größer wurde. Flugreisen in südlichere Länder wurden ab den 1980er-Jahren verstärkt unternommen. Grund hierfür waren auch die gesunkenen Kosten für die Luftfahrt.
Die dem norwegischen Verkehrsministerium unterstellte Gesellschaft Avinor betreibt 44 Flughäfen in Norwegen, weitere Flughäfen sind in privatem Besitz. Der größte Verkehrsflughafen Norwegens ist Oslo-Gardermoen. Den Betrieb der kleineren Flughäfen finanziert Avinor aus den Gewinnen an den größten Flughäfen. Bedeutende einheimischen Fluggesellschaften sind SAS Scandinavian Airlines, Norwegian Air Shuttle und die Regionalfluggesellschaft Widerøe. Die Flüge von Widerøe, die den dünn besiedelten Norden anfliegen, werden subventioniert.
Neben Oslo-Gardermoen sind weitere wichtige Flughäfen die in Bergen, Stavanger, Trondheim, Tromsø, Bodø, Ålesund, Sandefjord-Torp und Kristiansand.

## Schifffahrt

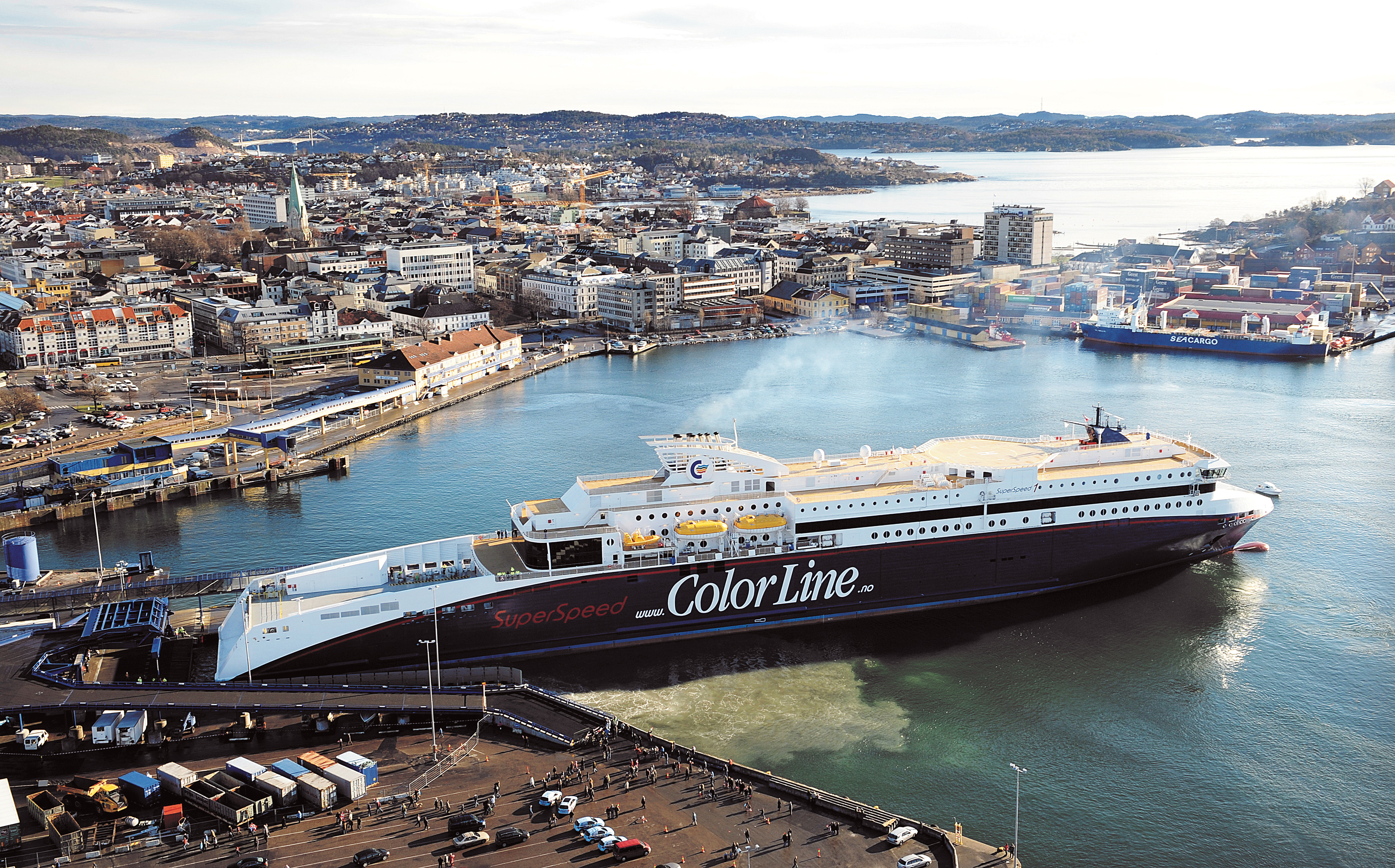
Fährhafen von Kristiansand

Norwegen gehört zu den größten Schifffahrtsnationen und hat die viertgrößte Handelsflotte der Welt. Im Jahr 2020 waren 1571 Schiffe mit über 1000 BRT in Norwegen registriert. Die Geographie Norwegens gibt der Schifffahrt eine besonders große Bedeutung und es wurden früh sowohl die Meere als auch die größeren Seen für die Schifffahrt genutzt. Durch die Luftfahrt und die Verbesserung des Verkehrsrouten auf dem Landweg verlor die Schifffahrt mit der Zeit allerdings etwas an Bedeutung.
Im Jahr 1838 wurde eine erste Verbindung zwischen Süd- und Norwegen eingerichtet: Das Dampfschiff Prins Gustav wurde im Sommer auf der Strecke zwischen Trondheim und Tromsø eingesetzt. Später wurden weitere Schiffe hinzugefügt und die Verbindung verlängert. Ab 1893 stellten Schiffe der Hurtigruten die Verbindung zwischen Trondheim und Hammerfest her. Damit wurde die Zustellzeit von Post entlang der Strecke von mehreren Monaten auf wenige Tage reduziert. Später wurde die Linie in den Süden bis nach Bergen und in den Norden bis nach Kirkenes verlängert. Bis heute werden dort Waren, Post und Passagiere transportiert, mit der Zeit wurden auch Touristen auf die Verbindung aufmerksam. Andere Linien wurden hingegen eingestellt. Die als Kystruta bekannte Route zwischen Oslo und Bergen wurde beispielsweise im Jahr 1969 eingestellt. Heute ist für mehrere Reedereien der Tourismus eine weitere Einnahmequelle.
Vor allem in den Provinzen Vestland, Trøndelag und Nordland werden Schnellboote wie Katamarane im Lokalverkehr eingesetzt. Für die Verwaltung der Küsteninfrastruktur ist die Behörde Kystverket zuständig.